# Museo della centuriazione romana (Borgoricco)
Il Museo della centuriazione romana è un museo italiano con sede a Borgoricco, nella provincia di Padova.
La collezione presentata risale al 1979, ma il museo è operativo dal 2009. La visita avviene in spazi ampi e luminosi, progettati dall'architetto Aldo Rossi, artefice anche del teatro presente anch'esso all'interno del Centro Culturale Aldo Rossi.

## Il museo

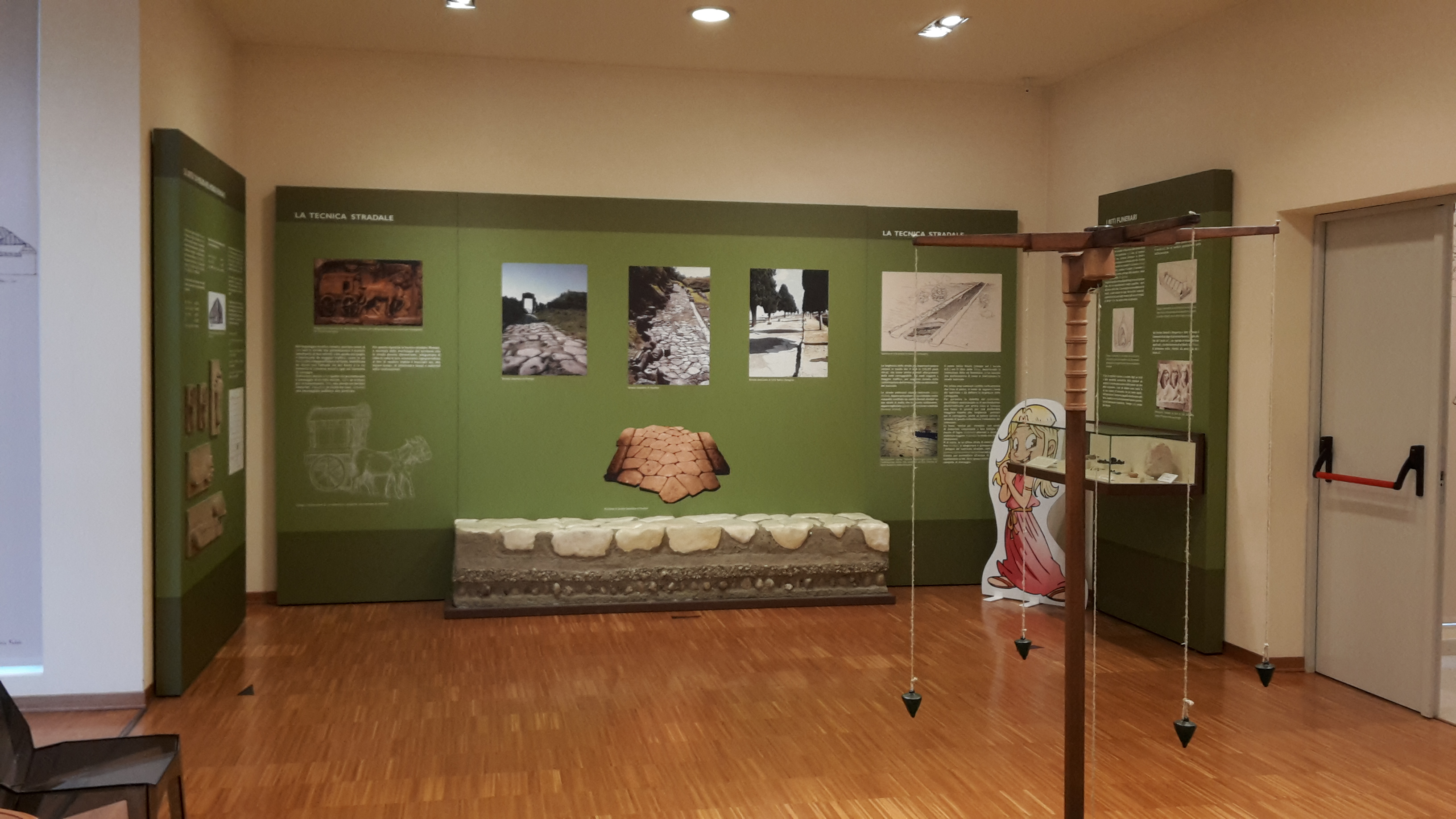
la tecnica stradale

La collezione è composta da reperti ritrovati nel nord-est padovano, divisi in quattro sale e due vetrine del foyer. I reperti appartengono all'epoca preistorica, al periodo romano e, infine, all'età medievale e rinascimentale.
Le sale e le esposizioni si susseguono in ordine cronologico e tematico, rispettando le diverse epoche. 
I materiali esposti provengono dal territorio della centuriazione a nord-est di Padova, che comprende aree che attualmente fanno parte dei comuni di Borgoricco, Massanzago, Camposampiero, Villa del Conte, Villanova di Camposampiero, S.Giustina in Colle, S. Giorgio delle Pertiche, Campodarsego, Cadoneghe, Vigonza, Pianiga, S.Maria di Sala e Mirano; essi risalgono prevalentemente all'età romana, ma vi sono anche reperti di età preistorica e protostorica e non mancano oggetti post-antichi. Oltre che dalle raccolte di superficie, i materiali provengono da alcuni scavi archeologici effettuati recentemente dalla Soprintendenza per i Beni Archeologici del Veneto e finanziati dalla Regione Veneto, dal comune di Borgoricco, da aziende e da privati cittadini.
Il rinnovo degli arredi e degli allestimenti del museo è stato possibile col contributo della Federazione dei comuni di Camposampiero e della fondazione Cariparo. Il rinnovo e la collaborazione con enti territoriali ha portato, negli anni, a un significativo aumento dei visitatori.
Il museo è aperto al pubblico con la possibilità di visite guidate, approfondimenti tematici e laboratori interattivi; collabora inoltre con gli enti scolastici nella realizzazione di attività e proposte educative, adattate alle diverse età.
La collezione è stata riconosciuta come museo della Regione Veneto nel 1996, e nel 1999 è stata aperta al pubblico come piccola esposizione, all'interno di due salette della sede municipale. Solo nel 2009, sotto la direzione scientifica della Soprintendenza per i Beni Archeologici del Veneto, il museo è stato inaugurato nella sua sede, e raccoglie oltre un migliaio di reperti archeologici di proprietà statale.

### L'architettura

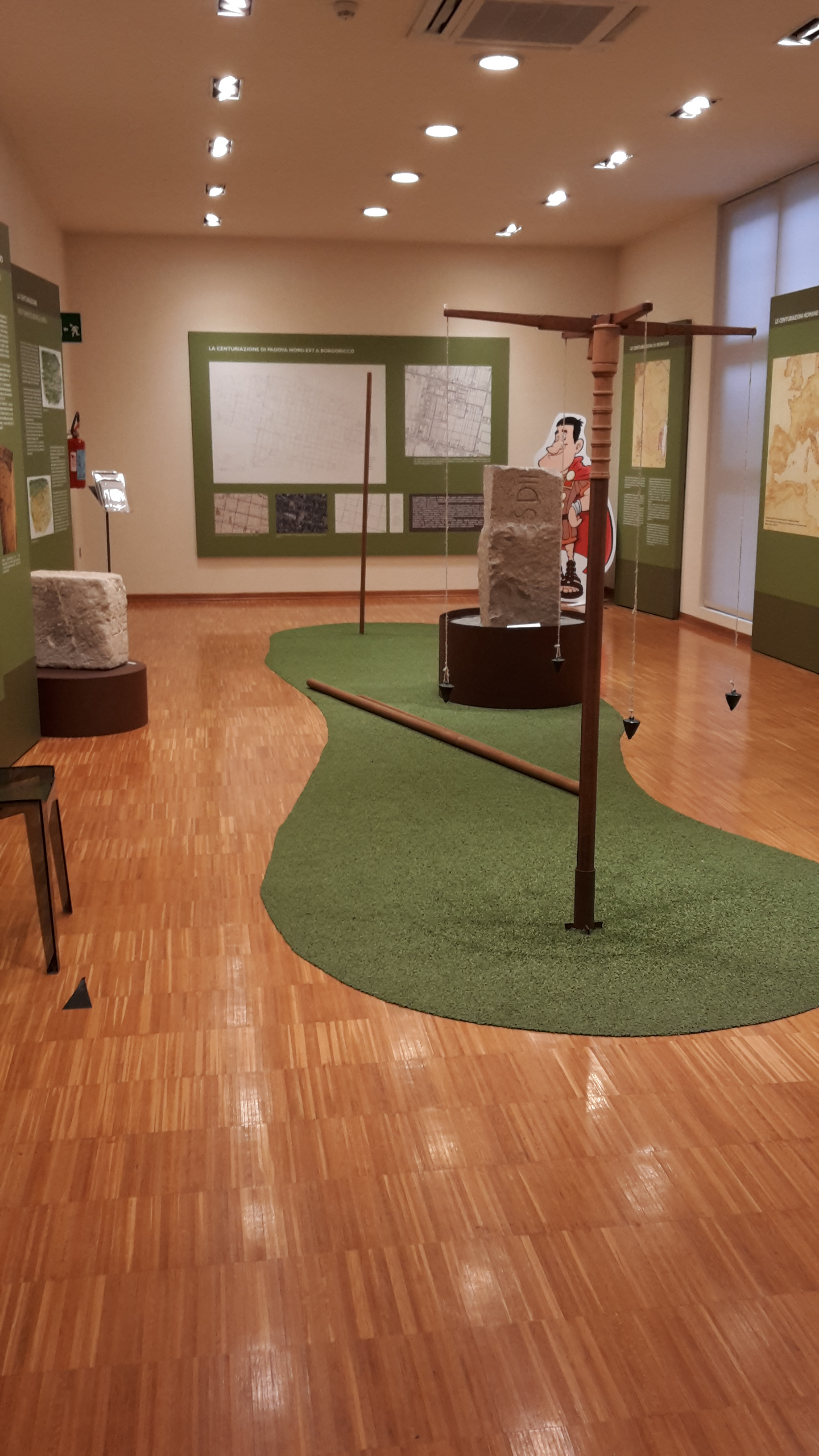
la sala della centuriazione presso il Museo della Centuriazione Romana

L'attuale allestimento è stato inaugurato nel febbraio del 2009 all'interno del centro civico di Borgoricco, progettato dall'architetto Aldo Rossi nel 1997 come edificio della memoria collettiva e nato per accogliere l'esposizione museale, ma anche come luogo di aggregazione e di studio. Costruito lungo il medesimo asse di simmetria del municipio, anch'esso progettato da Aldo Rossi, è composto da quattro diverse anime: l'ingresso-foyer a tripla altezza, il teatro a pianta circolare che accoglie circa 300 spettatori, gli spazi polivalenti al piano terra e le sale museali al primo piano.
L'esposizione si articola in quattro sale e due vetrine nel foyer al primo piano, attraverso un percorso scientifico cronologico e tematico che inizia con la prima frequentazione del territorio da parte dell'uomo in età preistorica, continua analizzando diversi argomenti legati alla suddivisione agraria di età romana e alla vita quotidiana in ambito rurale e si conclude con le testimonianze di insediamento in epoca medievale e rinascimentale. L'allestimento è stato pensato in prospettiva didattica: la presentazione dei reperti è corredata di pannelli colorati e arricchita da alcune ricostruzioni, come quella del telaio, della fornace per la cottura dei laterizi e dell'aratro, che contribuiscono a rendere fruibili e comprensibili anche a un pubblico non specialista, i diversi temi affrontati.
Una sala è dedicata alla didattica, e indirizzata alle scolaresche, ma anche ad adulti e a bambini, con proposte di attività e laboratori. Altre sale e lo spazio del foyer all'ultimo piano vengono utilizzati per le mostre temporanee, mentre nel teatro e nella sala polivalente si svolgono seminari, convegni, proiezioni e spettacoli.

## La centuriazione romana

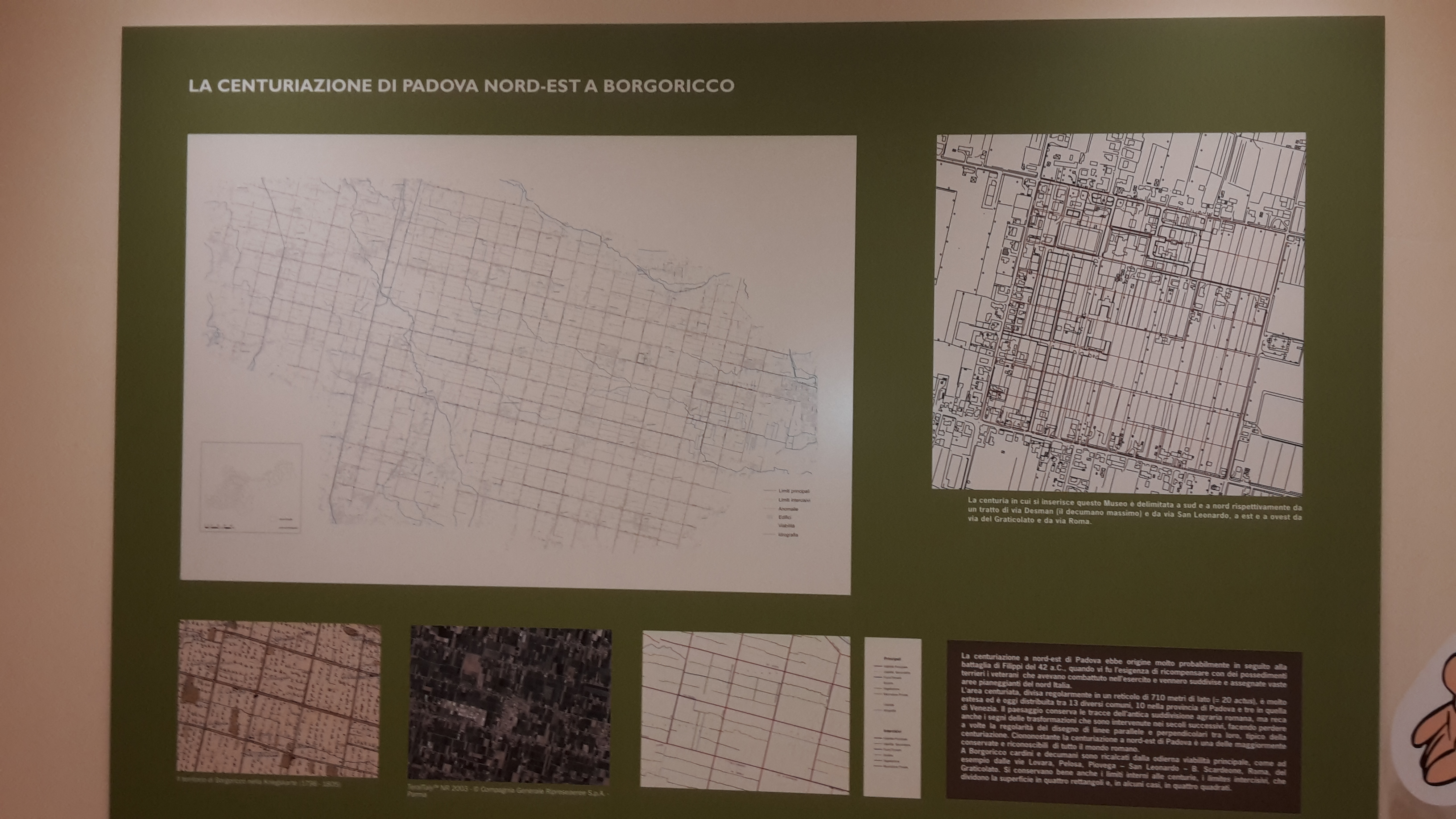
La centuriazione di Padova Nord est

Il territorio di pianura compreso tra gli odierni Comuni di Villa del Conte e Camposampiero e il corso del Muson Vecchio a nord, il comune di Mirano a est, e la fascia limitrofa al corso del fiume Brenta a sud e a ovest, è caratterizzato dal disegno ortogonale di vie e fossati e traccia la suddivisione agraria effettuata in età romana. L'opera di centuriazione fu condotta probabilmente attorno al 40 a.C. da Asinio Pollione, generale di Antonio, membro della commissione deputato alle distribuzioni agrarie. Nel medesimo periodo per poter soddisfare le richieste dei 170.000 veterani dell'esercito, diverse aree tra loro confinanti sarebbero state suddivise, tra cui quella situata a nord-est di Padova e quella a occidente di Altino. Il terreno venne misurato e diviso regolarmente in un reticolo di 710 metri di lato (=20actus), definito da linee parallele e perpendicolari: i cardini (con andamento nord-sud), e i decumani (orientati est-ovest). Essi rappresentati da vie e da fossati costituivano una rete di infrastruttura varia, di drenaggio delle acque e di bonifica delle terre. Gli assi generatori del sistema centuriale sono identificabili nell'attuale via Desman, il lungo rettifilo che da S. Michele delle Badesse giunge fino a Mirano, e nella S.R. 307 "del Santo", che ripercorre parte della via Aurelia, la strada consolare che dal 74 a.C. collegava Padova ad Asolo. I lotti furono assegnati ai coloni, i quali si insediarono e iniziarono a coltivare la terra, provocando un'ampia trasformazione sociale, un aumento demografico e garantendo la difesa delle terre. La maggior parte delle testimonianze archeologiche rinvenute in quest'area risale dunque all'età romana e in particolare, al periodo compreso tra il I secolo a.C. ed il II d.C.; tuttavia da recenti ritrovamenti, sappiamo che il territorio fu frequentato già in epoca preistorica e i materiali più antichi, databili alla prima metà del X millennio a.C., sono infatti attribuibili a nuclei di cacciatori-raccoglitori, vissuti nel periodo Mesolitico e ai primi agricoltori e allevatori, che si stanziarono in queste zone nel Neolitico. Ancora nell'età del bronzo, tra XIII e XII secolo a.C., abbiamo la testimonianza dell'occupazione da parte dell'uomo di questo territorio, mentre una frattura nella continuità abitativa sembra corrispondere all'età del ferro, della quale non sono ancora state rinvenute evidenze archeologiche nell'area. La persistenza di occupazione sembra procedere senza interruzioni dall'età romana fino ai giorni nostri, e ampie sono le fonti documentarie sul territorio a partire dal periodo medievale in poi. Innumerevoli edifici rustici, oratori, chiese, capitelli, castelli, oltre alle splendide ville venete, rimangono a testimoniare la sua vivace vita, ancora legata allo sfruttamento agrario, nel periodo post-antico. Quest'opera di centuriazione, comprende un'area di 190 km quadrati circa, che attualmente afferisce a tredici diversi comuni, dieci dei quali nella provincia di Padova e tre in quella di Venezia, confinante con la provincia di Treviso. L'area è tutelata dal punto di vista paesaggistico secondo il D.lgs. 42/2004 (art. 142, comma I lettera m), volto a salvaguardare la conservazione dei caratteri distintivi del territorio centuriato e, in particolare il sistema regolare di strade, fossati e filari di alberi, la struttura organizzativa fondiaria storica e la toponomastica. Il paesaggio centuriato dall'età romana ai giorni nostri , ha subito diverse trasformazioni intervenute nei secoli successivi, nell'ambito della dinamicità e della fisiologica evoluzione fisico-antropica del paesaggio. Studi recenti hanno permesso di verificare che alcuni assi centuriali sono assenti dalla cartografia storica della fine del 700 e dell'800 e ricompaiono in quella dell'inizio del 900, con un'opera di recupero e normalizzazione della viabilità e dei fossati di scolo, secondo assi e distanze centuriali. Il paesaggio del cosiddetto "graticolato romano" è dunque un paesaggio vivo, che conserva importanti tracce fossili della divisione agraria romana, che ancor oggi condiziona le costruzioni, la viabilità e l'agricoltura in un rapporto di grande rispetto.

### La villa di Straelle di Camposampiero
Nel 1986 la Soprintendenza per i Beni Archeologici del Veneto ha portato alla luce una villa rustica in località Straelle di Camposampiero, un fabbricato esteso per circa 1000 metri quadrati, con murature in tecnica laterizia rinvenute solo a livello delle sottofondazioni e in stato di conservazione tanto precario da impedire una completa individuazione degli ambienti. I resti rinvenuti si distribuiscono in tre settori: 
- Pars urbana: il settore occidentale con gli ambienti più piccoli;
- Pars rustica: il settore orientale, più articolato ed esteso;
- Pars fructuaria: il settore centrale, parzialmente porticato che avrebbe avuto la funzione di collegamento e riservato alla conservazione ed alla lavorazione dei prodotti agricoli;

L’abitazione risale alla prima metà del I secolo d.C., ed era situata nel mezzo della centuria ed aveva lo stesso orientamento della divisione agraria a cui apparteneva. Questa opera edilizia costituisce un importante riferimento cronologico ed un prezioso esempio di tipologia rurale dell’epoca.

### La villa dell'Ex Fondo Rossi
Nel 2007 il comune di Borgoricco ha finanziato delle indagini archeologiche in via Desman, presso l’ex fondo Rossi (oggi fondo Campagnaro) sotto la direzione scientifica della Soprintendenza per i Beni Archeologici del Veneto. Lo scopo era quello di verificare l’esistenza di strutture archeologiche sepolte grazie all’affioramento in superficie di materiali di età romana. Sono state messe alla luce alcune strutture murarie e pavimentali. Benché lo stato di conservazione di queste strutture sia molto frammentario, si ipotizza che in quest’area vi fosse una villa di epoca romana di dimensioni considerevoli. Tuttavia allo stato attuale non è possibile indicare l’estensione del complesso né definire le dimensioni e la destinazione della serie di ambienti identificati nella zona occidentale. Sulla base dei pilastri e della colonna laterizia rinvenuta, la villa doveva essere dotata nella parte orientale di un porticato che doveva affacciarsi sulla corte. Le ricerche di superficie e gli scavi hanno permesso di recuperare materiali attribuibili alla parte residenziale assieme ai resti dell’apparato decorativo rappresentativi del notevole livello di ricchezza della casa. Sono stati anche rinvenuti elementi riferibili al sistema di riscaldamento ad aria calda, che si diffondeva da un apposito focolare per tutta l’abitazione attraverso tubature di terracotta inseriti nelle pareti.

### L'officina artigianale dell'Ex Fondo Mometto
Nella frazione di S. Michele delle Badesse di Borgoricco, tra il 2007 ed il 2008 sono stati effettuati degli scavi archeologici nell’area compresa tra le attuali vie Marconi e Croce Ruzza. Nel corso delle indagini archeologiche sono state rinvenute varie strutture di età romana, conservate quasi sempre solo a livello della fondazione, costituita da mattoni e tegole posti di piatto e di taglio e legati da limo. Sono state rinvenute una grande fossa di diametro di 10 metri circa, utilizzata inizialmente come cava d’argilla, tracce indirette di una fornace e due pozzi; questo fa intendere che l’area doveva avere una destinazione artigianale-produttiva. È possibile che qui tra I secolo a.C. e I secolo d.C. si producessero non solo tegole ma anche particolari lastre di terracotta decorate a rilievo con motivi vegetali, esemplari che rimangono finora privi di confronto. È stato infine rinvenuto anche un grande mortaio di ceramica, munito di un foro centrale.

## Stili di vita

### Le abitudini alimentari e il vasellame da cucina

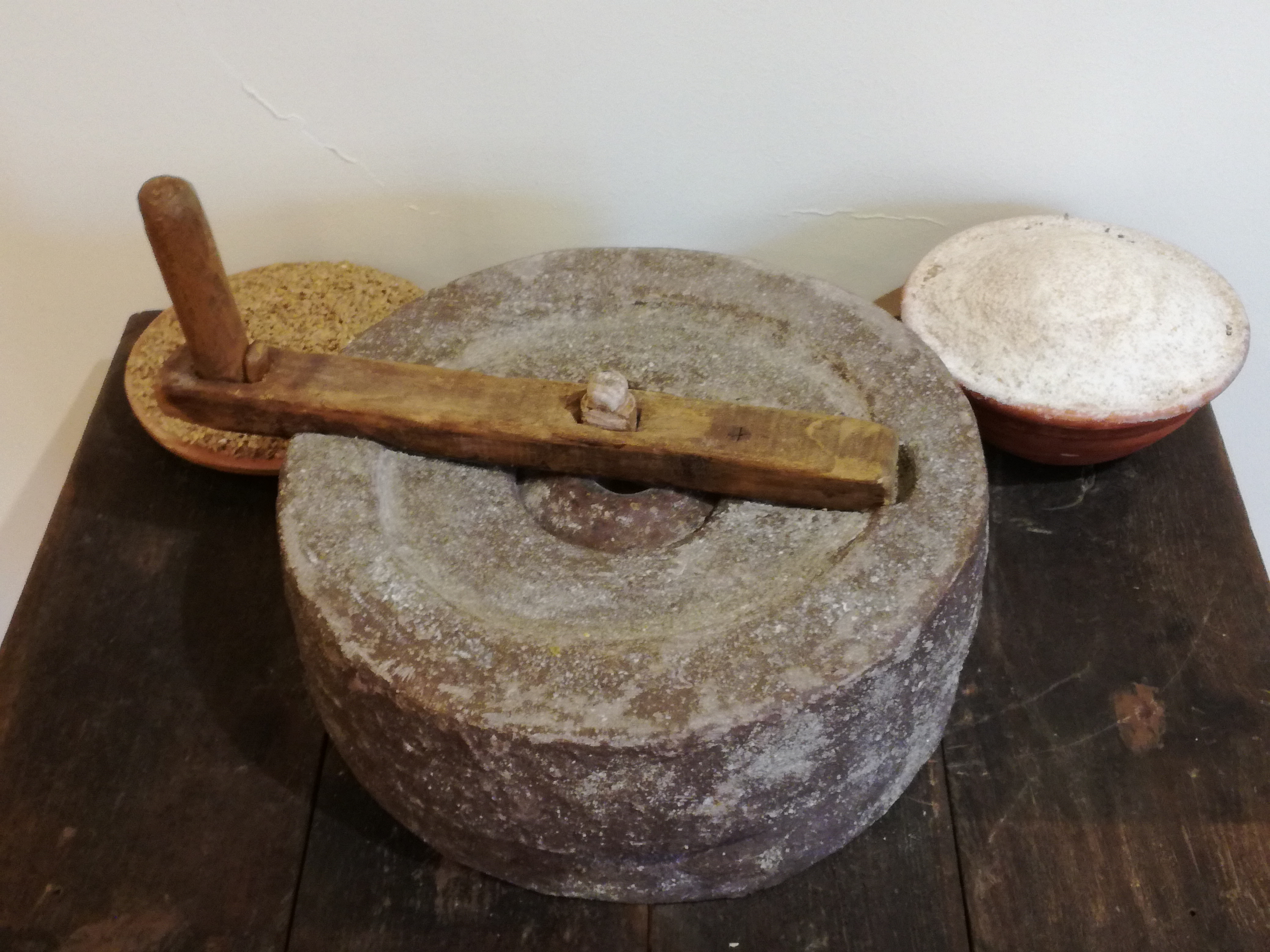
Ricostruzione di una macina per cereali.

Nell’epoca romana era consuetudine consumare tre pasti al giorno ovvero la colazione consumata appena dopo il sorgere del sole, che era costituita da pane, acqua, formaggio, miele, frutta e spesso anche dagli avanzi della cena della sera precedente; il pranzo, invece avveniva a metà giornata ed era un pasto molto sobrio; e infine vi era la cena, il pasto principale della giornata che iniziava nel primo pomeriggio e si protraeva fino a sera. Durante i pasti di norma non venivano utilizzate le posate per mangiare, e dal momento che si mangiava con le mani i cibi venivano serviti tiepidi e già tagliati, quasi sempre le pietanze erano solide e solo raramente liquide, le quali venivano riservate ai semplici pasti domestici. In quest’epoca venivano consumati molto l’olio, il vino e diversi tipi di frutta e verdura, mentre la carne, soprattutto di agnello e maiale, era riservata ai giorni festivi. Carni come il manzo e il vitello venivano consumate raramente, in quanto le abitudini alimentari rimasero condizionate da un antico divieto, seppur decaduto, che prescriveva di non macellare i bovini. Infine, si mangiavano le lumache, ghiri, pesci e diverse tipologie di erbe aromatiche tra le quali il rosmarino, la mentuccia, il finocchio selvatico, il timo, il mirto e la maggiorana.
Nelle cucine delle case romane, luogo in cui si preparava, conservava e cuoceva il cibo, venivano utilizzati recipienti di ceramica comune depurata e di ceramica grezza, entrambe economiche in quanto prodotte localmente con forme standardizzate e con semplici decorazioni rimaste pressoché invariate nel corso del tempo. Per la preparazione di salse, per pestare le erbe o impastare gli ingredienti, venivano utilizzati i mortai in terracotta, in pietra o in marmo, associati a pestelli di varie forme, creati appositamente o ricavati semplicemente da ciottoli spezzati. Cibi ed alimenti venivano conservati in olle in terracotta o vetro di diverse dimensioni, venivano invece cucinati in pentole e tegami, solitamente in bronzo o in ferro, di diverse forme e misure, accompagnati da mestoli, colini, coltelli e spiedi..

### L'agricoltura e l'allevamento

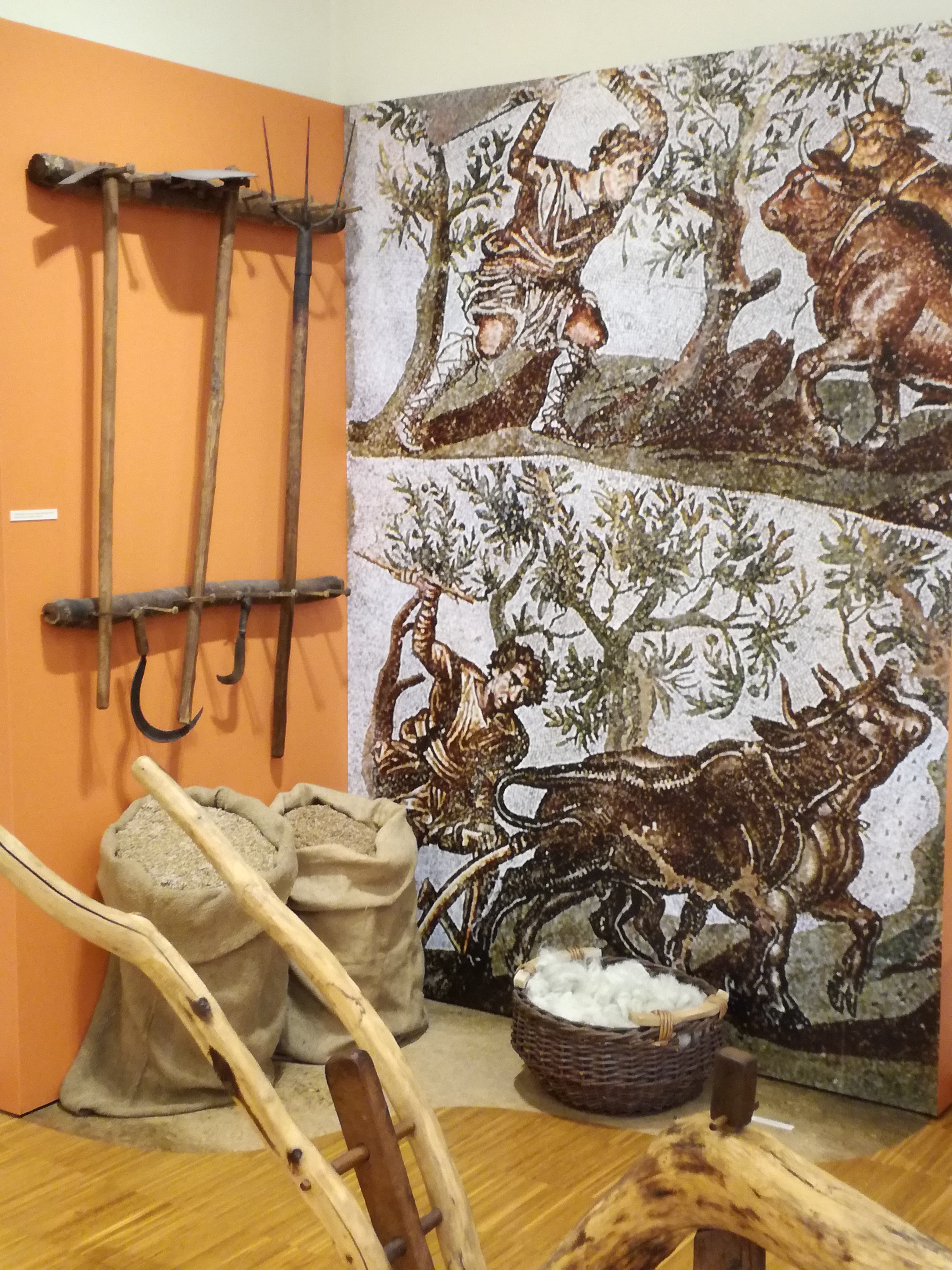
Ricostruzione degli attrezzi agricoli

L'agricoltura rappresentava, insieme alla pastorizia la principale fonte di reddito per le famiglie. Le principali attività che scandivano la gestione dei campi erano l'aratura, la sarchiatura, la semina, e la mietitura, svolte grazie all'ausilio di strumenti appositi, alcuni dei quali sono arrivati fino a noi. Si praticava il maggese, pratica necessaria per il ripristino della fertilità dei terreni, consisteva nel lasciar riposare il campo per un anno e nel variare le coltivazioni, alternando per esempio, cereali con legumi, e permetteva ai campi di non impoverirsi, e dargli il tempo di recuperare le risorse necessarie alla coltivazione. La concimazione avveniva sia con l'utilizzo di strame, paglia, lupini, scarti vegetali, sia usufruendo del pascolo del bestiame. 
Vi era inoltre la coltivazione dei vigneti, forse non molto diffusa nel territorio di Borgoricco, a differenza dei cereali, piuttosto diffusi. L'operazione principale era la pastinatio, ovvero la sarchiatura del terreno eseguita intorno alle piante; gli strumenti utilizzati erano la falx vinitoria, per la potatura, e la falx vineatica, per il taglio dei grappoli.

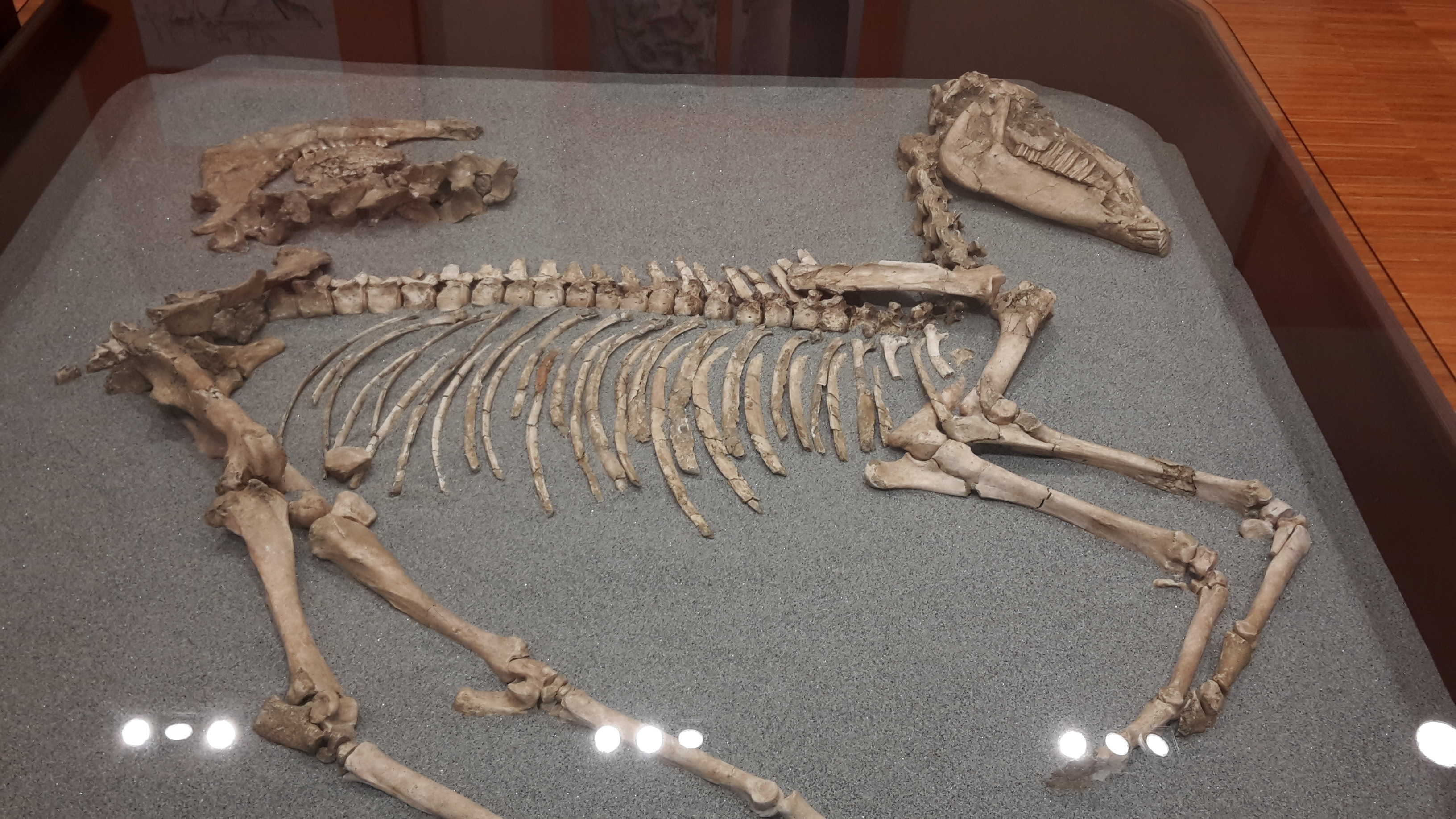
la tomba del cavallo

I piccoli-medi proprietari terrieri dell'Italia settentrionale si occupavano, oltre che dell'agricoltura, anche dell'allevamento di ovini, in modo da ottenere il più possibile dall'economia familiare. Le greggi di pecore venivano lasciate libere al pascolo, in modo da nutrirsi e allo stesso tempo concimare i terreni; venivano successivamente utilizzate per le lane pregiate, il latte e le carni. Bestiame quale cavalli e asini venivano impiegati sia come ausilio nei lavori agricoli delle fattorie e per i trasporti, sia per la produzione di carni a scopo alimentare. I suini venivano allevati per le carni, molto utilizzare in cucina, al punto che l'imperatore Aureliano le fece rientrare nelle distribuzioni alimentari per il popolo romano. Si potevano trovare inoltre allevamenti di pollame, lepri e conigli, alveari per le api, e particolari vasi in terracotta per i ghiri.

### La tessitura e l'abbigliamento

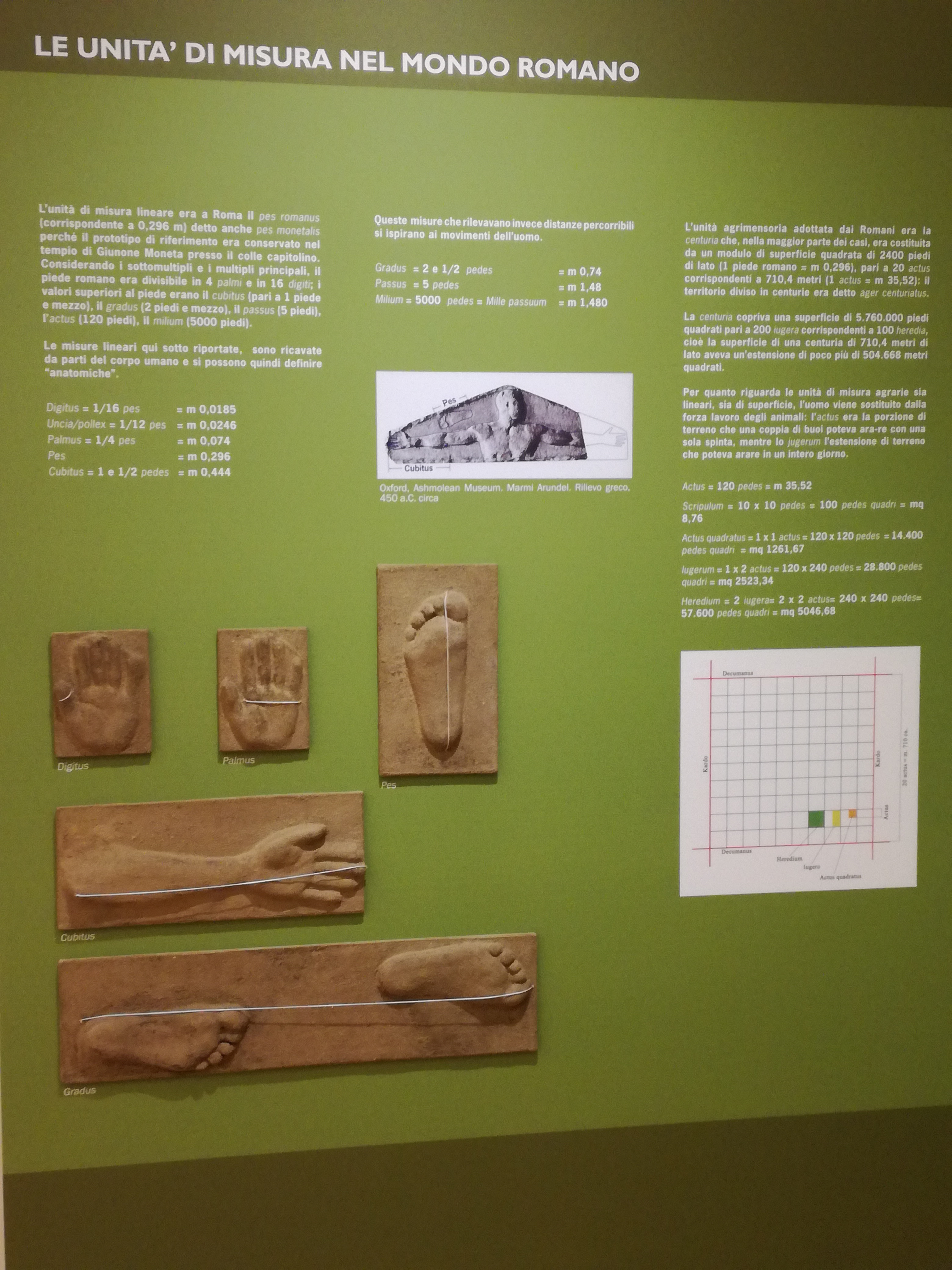
Le unità di misura nel mondo romano

Mentre gli uomini si occupavano delle terre e del bestiame, le donne si dedicavano alla casa e alla filatura e alla tessitura. Lo facevano all'interno delle mura domestiche per rispettare la credenza secondo cui se lo avessero fatto all'aria aperta nelle campagne, sarebbe stato un brutto presagio con conseguenze negative per i raccolti. L'uso del fuso permetteva di lavorare diverse fibre: lana, lino, canapa. Con questa operazione si produceva il filato che si tesseva con i telai; tutto ciò serviva a confezionare abiti per la famiglia. Il telaio più comune era quello verticale in legno, formato da due montanti verticali e da una traversa orizzontale, alla quale erano fissati i pesi che servivano a tenere tesi i fili dell'ordito. Dal territorio di Borgoricco sono arrivati a noi numerosi pesi e alcuni rocchetti d'argilla, usati per avvolgere il filo. I pesi erano in terracotta o pietra e potevano essere decorati con fori, stampiglie, o linee tracciate prima della cottura.
La tintura di alcuni filamenti come la lana avveniva con colori vegetali o animali: dopo aver ottenuto il filato lo si immergeva in recipienti colmi d'acqua e sostanze fissanti (esempio: urina), veniva successivamente lavorato con terra argillosa per ammorbidirlo, e battuto con bastoni di legno. Infine, si apportavano ricami per abbellire le stoffe.
Per quanto riguarda l'abbigliamento l'abito domestico usuale era la tunica. In base al sesso era portata diversamente, infatti quella delle donne era cucita sui fianchi ed accompagnata dalla stola, una veste pieghettata che partiva dalle spalle ed arrivava fino ai piedi. Per fermare le stoffe venivano usate le fibule, oggetti molto simili alle nostre spille, spesso elaborate ed impreziosite. Per andare fuori casa la donna utilizzava la palla, ossia un mantello che la copriva. In base alle origini, più o meno umili, le vesti erano di diversa lunghezza e pregio. L'uomo invece indossava una tunica lunga fino alle ginocchia e fissata in vita con una cintura, e per sottolineare la cittadinanza romana, nelle occasioni ufficiali, i romani vestivano la toga, cioè un lungo mantello fatto a semicerchio che richiedeva l'aiuto di un servo per essere indossato. Successivamente fu sostituito da altri tipi di mantelli: il pallium e la penula, fatti con materiali meno preziosi quali la lana e il cuoio.

Gli agricoltori, gli operai e gli schiavi, indossavano una tunica con cintura in vita, lunga fino a metà coscia e fissata con una fibula sulla spalla sinistra, lasciando scoperto il braccio destro e una parte del petto. Questo tipo di veste permetteva maggiore libertà di movimento, adatto quindi a lavori fisici pesanti. Per proteggersi dal freddo e dalle intemperie utilizzavano un mantello chiamato birro, che aveva un cappuccio lungo fino ai piedi, o l'alicula, una mantellina più corta. Ai pedi utilizzavano sandali o calzari, indipendentemente dal sesso. 

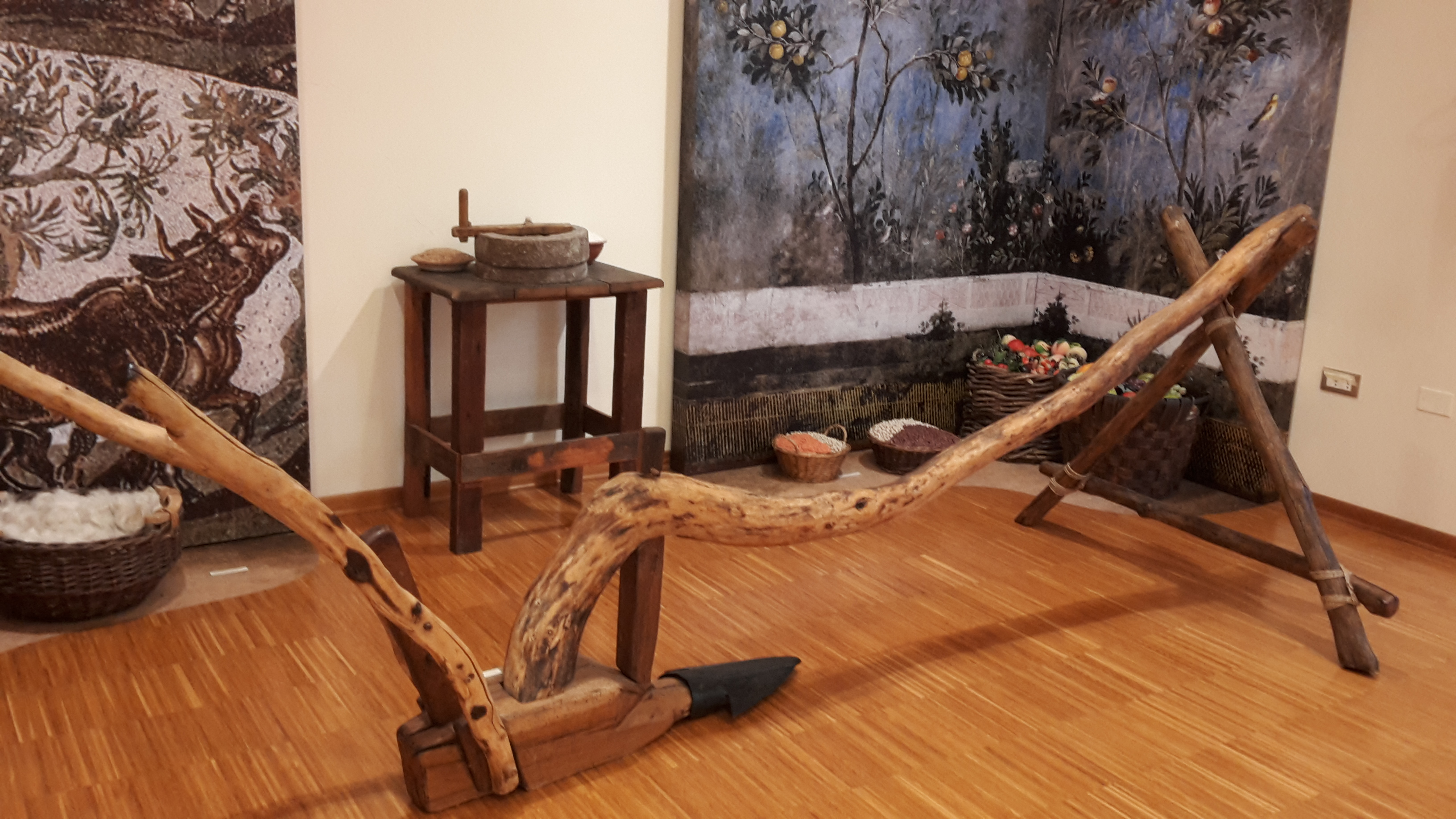
La ricostruzione di un aratro

### I culti domestici
(Catone, De Agricoltura,83)
Catone nel trattato  De Agricoltura, descrive le formule e i riti dei culti domestici riguardanti il mondo rurale.
La religione dei Romani era molto legata alla terra, la vita agricola infatti era scandita da culti, eventi religiosi e riti svolti per proteggere le messi, le sementi ed il bestiame. I lari ( Lares ) erano i protettori della casa e della famiglia, rappresentati come giovani in tunica e mantello, con una corona di fiori sul capo e venivano venerati all'interno delle pareti domestiche, a loro venivano rivolte preghiere tre volte al mese e nei giorni di festa. Si ricordano inoltre i Mani (Manes), venerati come antenati della famiglia. Quotidianamente, presso il focolare domestico, la famiglia si riuniva per pregare i Penati (Penates), custodi delle provviste alimentari, Vesta (dea della casa) e Giano (Ianus) protettore della porta di casa.

### I giochi
I Romani definivano l'età della fanciullezza come il tempo delle noci: tutti i bambini si divertivano a giocare con le noci che ognuno di loro custodiva in un sacchettino di stoffa. Al momento de matrimonio ci si doveva disfarsi del sacchetto poiché l'età della fanciullezza era finita. I giochi con le noci erano giochi di abilità più che giochi di fortuna e consistevano nel lanciare alcune noci e fare canestro in un vaso dal collo stretto, oppure bisognava colpire un cumulo formato da noci con una noce. I bambini giocavano anche con trottole, bambole e palle realizzate in stoffa e riempite con delle piume o della sabbia. 
Anche gli adulti nel tempo libero si dedicavano ai giochi, alcuni erano molto simili a quelli di oggi: il ludus latrunculorum, ad esempio, era la versione primitiva della dama e veniva praticato con le pedine a forma di bottone, generalmente in pasta vitrea, che venivano mosse su una tavola suddivise in linee ortogonali. Si giocava inoltre con i dadi e gli astragali (questi ultimi erano ricavati dalle ossa omonime di pecore o capre): I dadi venivano lanciati usando dei bussolotti e vinceva chi faceva il punteggio più alto; Il gioco degli astragali era molto simile a quello dei dadi, solo che si poteva utilizzare solo quattro facce, in quanto le ossa avevano una forma stretta e lunga. Uno dei giochi di abilità consisteva nel lanciare in aria cinque astragali facendoli ricadere sul dorso della mano aperta, e vinceva chi riusciva a prenderne un maggior numero.
I Romani giocavano anche a filetto, praticato su rudimentali scacchiere. Un altro gioco simile al nostro testa o croce era capita et navia, e consisteva nel lanciare una moneta in aria e si doveva indovinare se cadeva dalla parte della testa o della nave. Si dedicavano inoltre, al gioco d'azzardo, sebbene questo fosse vietato dalla legge e punito con pene severe.

## I laboratori
Ogni anno il museo della centuriazione romana propone attività didattiche per gli studenti delle scuole, l'attività educativa è infatti una delle principali finalità del museo. Propone percorsi creati ad hoc per ogni tipologia di studente: l'offerta formativa mira a rendere consapevole i partecipanti della storia del proprio territorio facendo diventare ogni singolo studente un protagonista attivo.
Per le scuole dell'infanzia, il museo propone laboratori incentrati in attività ludico-didattici, che mirano ad avvicinare i più piccoli alla vita quotidiana delle epoche passate, permettendo loro di divertirsi e, contemporaneamente, apprendere. I laboratori previsti dal museo sono tre:
- L'uomo primitivo: prevede due attività, ovvero la decorazione di una tavoletta di argilla e la costruzione di una linea temporale che segna l'evoluzione dell'uomo;
- Romani: questo laboratorio prevede tra differenti attività, esse riguardano la realizzazione di una corona d'alloro in cartoncino, la riproduzione di un'anfora fatta con la pasta di sale e la conoscenza di diversi giochi antichi come quello delle noci;
- Il Medioevo: prevede un'attività che riguarda la creazione di corone per re e regine;[17]

Sono laboratori interattivi, che permettono agli studenti di partecipare attivamente.
Dal 2016-2017 viene proposto anche un progetto in collaborazione con la società agricola Barduca Francesco di Borgoricco, azienda all'avanguardia che cultura ortaggi biologici nel cuore di Padova. I percorsi didattici proposti affrontano tematiche trasversali che vanno dall'antichità alla contemporaneità.
- I percorsi per le scuole primarie prevedono attività riguardanti l'alimentazione nelle diverse età e l'addomesticamento di piante e animali;[18]
- I percorsi per le scuole secondarie di primo grado prevedono anch'esse la conoscenza di piante e animali, ma andranno ad affrontare anche lo studio della trasformazione dei principali insediamenti residenziali e produttivi caratteristici del territorio. L'ultima attività prevista è caratterizzata da un percorso per conoscere meglio il territorio padovano scoprendo le radici antiche, medioevali e moderne del paesaggio.[19]
- I percorsi per le scuole secondarie di secondo grado prevedono un viaggio attraverso la storia del territorio grazie all'analisi di fonti e alla visita ad un'azienda attenta al recupero delle peculiarità locali. La seconda attività prevede un viaggio alla scoperta degli insediamenti rurali antichi e moderni caratteristici del territorio.[20]

### Fonti
- Cipriano S., Museo della Centuriazione romana, la guida, Udine, Editreg, 2014.
- Cipriano S., Il museo della Centuriazione romana, Proposte didattiche, 2016.

### Approfondimenti
- Bosio L., Capire la terra: la centuriazione romana del Veneto, in Misurare la terra: centuriazione e coloni nel mondo romano. Il caso veneto, Modena, 1984,  pp. 15-21.
- Busana M.S., Architetture rurali nella Venetia Romana, Roma, 2002.
- Cipriano S., I laterizi bollati del Museo della Centuriazione Romana di Borgoricco, Padova.
- Lachin M.T., Una storia della terra: leggere il paesaggio agrario a nord -est di Padova, in Sistemi centuriali e opere di assetto agrario tra età romana Aspetti metodologici, ricostruttivi ed interpretativi; Atti del Convegno Internazionale, Borgoricco (Padova);Lugo (Ravenna), 2009.
- Bosio L., Pesavento Mattioli S., Zampieri G., Le divisioni agrarie romane nel territorio patavino. testimonianze archeologiche, Riese Pio X, 1984.
- Mengotti C., Misurare la terra: centuriazione e coloni nel mondo romano. Il caso veneto, Modena, 1984.
- Mengotti C., Bortolami S., Antico e sempre nuovo. L'agro Centuriato a Nord est di Padova dalle origini all'età contemporanea, Cierre Edizioni, 2012.